# Norsk Syndikalistisk Forbund
Der Norsk Syndikalistisk Forbund (Norwegischer Syndikalistischer Bund) ist eine anarcho-syndikalistische Organisation in Norwegen. Sie ist der norwegische Zweig der International Workers Association (IWA) und erhielt bis 2007 das Mandat für die internationale Geschäftsstelle. 2007 übernahm diese die serbische Sektion der Anarho-sindikalistička inicijativa (ASI-MUR).

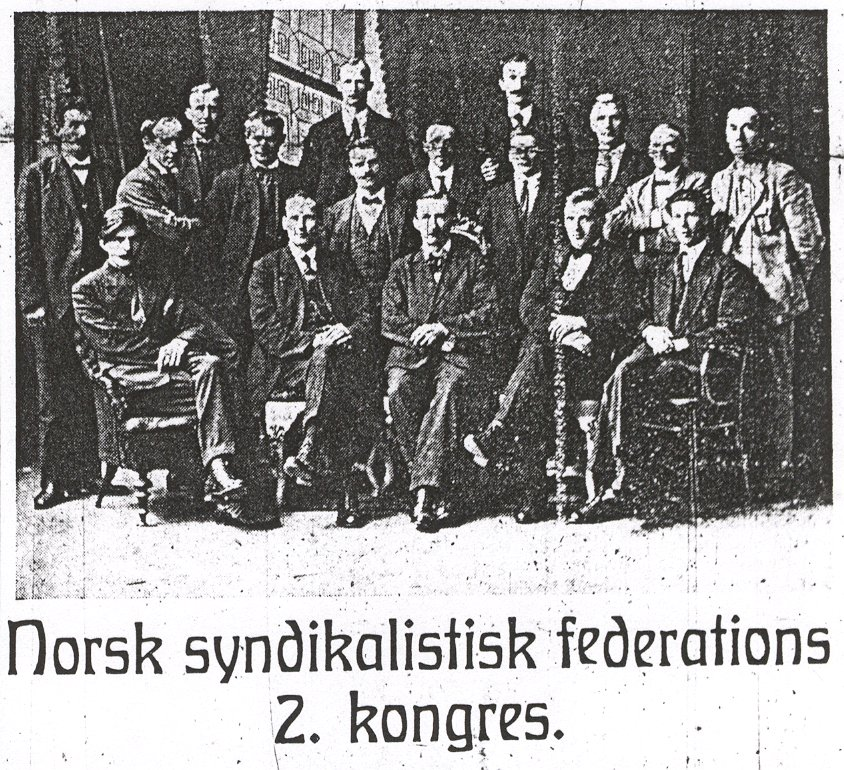
Aufnahme vom 2. Kongress des Norsk Syndikalistisk Forbund 1918

Der NSF wurde 1916 gegründet und wurde 1923 Mitglied der IWA. In der Gründungszeit hatte der Bund tausende von Mitgliedern. Während der deutschen Okkupation existierte der Bund im Untergrund weiter. Sie setzen sich für anarcho-syndikalistische Methoden in der Arbeiterorganisation in Norwegen ein.